# Goulds (Florida)
Goulds ist  ein census-designated place (CDP) im Miami-Dade County im US-Bundesstaat Florida. Das U.S. Census Bureau hat bei der Volkszählung 2020 eine Einwohnerzahl von 11.446 ermittelt. 

## Geographie
Goulds liegt etwa 25 km südwestlich von Miami. Der CDP wird von der Florida State Road 821 (Homestead Extension of Florida’s Turnpike, mautpflichtig), dem U.S. Highway 1 sowie von der Florida State Road 989 durchquert bzw. tangiert.

## Demographische Daten
Laut der Volkszählung 2010 verteilten sich die damaligen 10.103 Einwohner auf 2889 Haushalte. Die Bevölkerungsdichte lag bei 1312,1 Einw./km². 39,1 % der Bevölkerung bezeichneten sich als Weiße, 55,2 % als Afroamerikaner, 0,2 % als Indianer und 0,6 % als Asian Americans. 2,5 % gaben die Angehörigkeit zu einer anderen Ethnie und 2,3 % zu mehreren Ethnien an. 41,0 % der Bevölkerung bestand aus Hispanics oder Latinos.
Im Jahr 2010 lebten in 52,3 % aller Haushalte Kinder unter 18 Jahren sowie 24,7 % aller Haushalte Personen mit mindestens 65 Jahren. 80,0 % der Haushalte waren Familienhaushalte (bestehend aus verheirateten Paaren mit oder ohne Nachkommen bzw. einem Elternteil mit Nachkomme). Die durchschnittliche Größe eines Haushalts lag bei 3,36 Personen und die durchschnittliche Familiengröße bei 3,71 Personen.
35,7 % der Bevölkerung waren jünger als 20 Jahre, 27,8 % waren 20 bis 39 Jahre alt, 23,8 % waren 40 bis 59 Jahre alt und 12,5 % waren mindestens 60 Jahre alt. Das mittlere Alter betrug 30 Jahre. 46,8 % der Bevölkerung waren männlich und 53,2 % weiblich.
Das durchschnittliche Jahreseinkommen lag bei 33.200 $, dabei lebten 37,8 % der Bevölkerung unter der Armutsgrenze.
Im Jahr 2000 war Englisch die Muttersprache von 83,54 % der Bevölkerung, spanisch sprachen 15,43 % und 1,03 % sprachen haitianisch.

## Sehenswürdigkeiten
Der William Anderson General Merchandise Store und das Silver Palm Schoolhouse sind im National Register of Historic Places gelistet.